# Lonovics-kúria

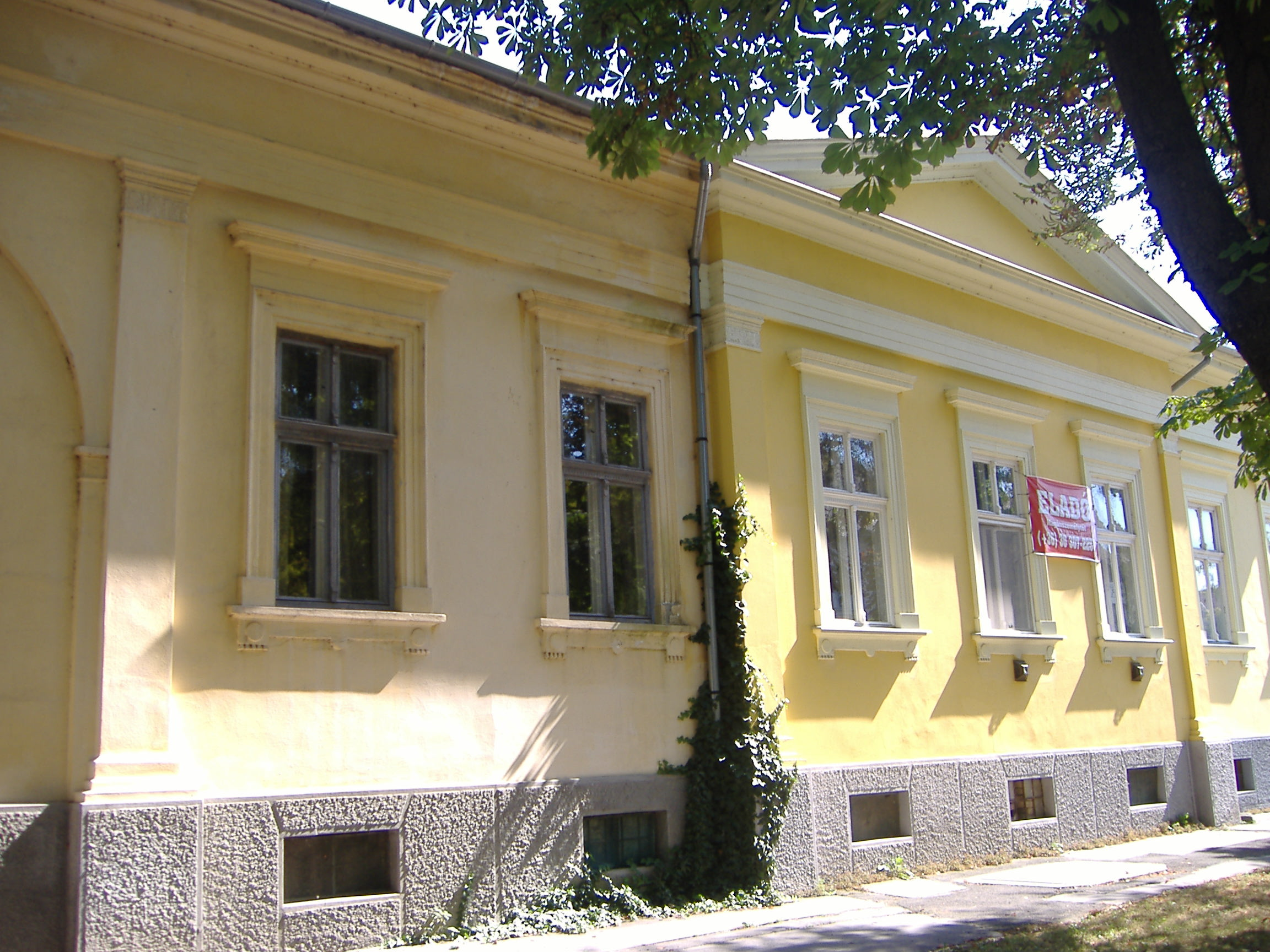
A Lonovics-ház

A Lonovics-kúria egy klasszicista épület Makón, amely Lonovics Károly földbirtokos lakhelyének épült.
A város egyik legrangosabb nemesi kúriája, a Teleki László utca egyik ékessége. 1840 körül építették Cobel Lajos tervei alapján. A középrizalit 25 cm-re kiugrik, fölé timpanont emeltek. A pilaszterek dór fejezetesek, a járda vonalától vaskos pillér lábazat indul ki. Ennek középvonalában, az ablakok alatt téglalap alakú fülkék találhatóak, köztük a pinceszellőztető ablakok. Az épületen jól érvényesül a klasszicizmus szimmetriája. A keleti szélső mező ablakát bemélyített félkörív koronázza, a többi ablak fölött szakaszosan falpárkányok futnak, a koronázó párkány alatt szemöldökpárkány díszíti a falat.
A Szép utca 1945-ös megnyitásakor a szárazbejárásos nagykaput elbontották. Jelenleg magánkézben van, lakóingatlanként funkcionál.